# Facel Vega

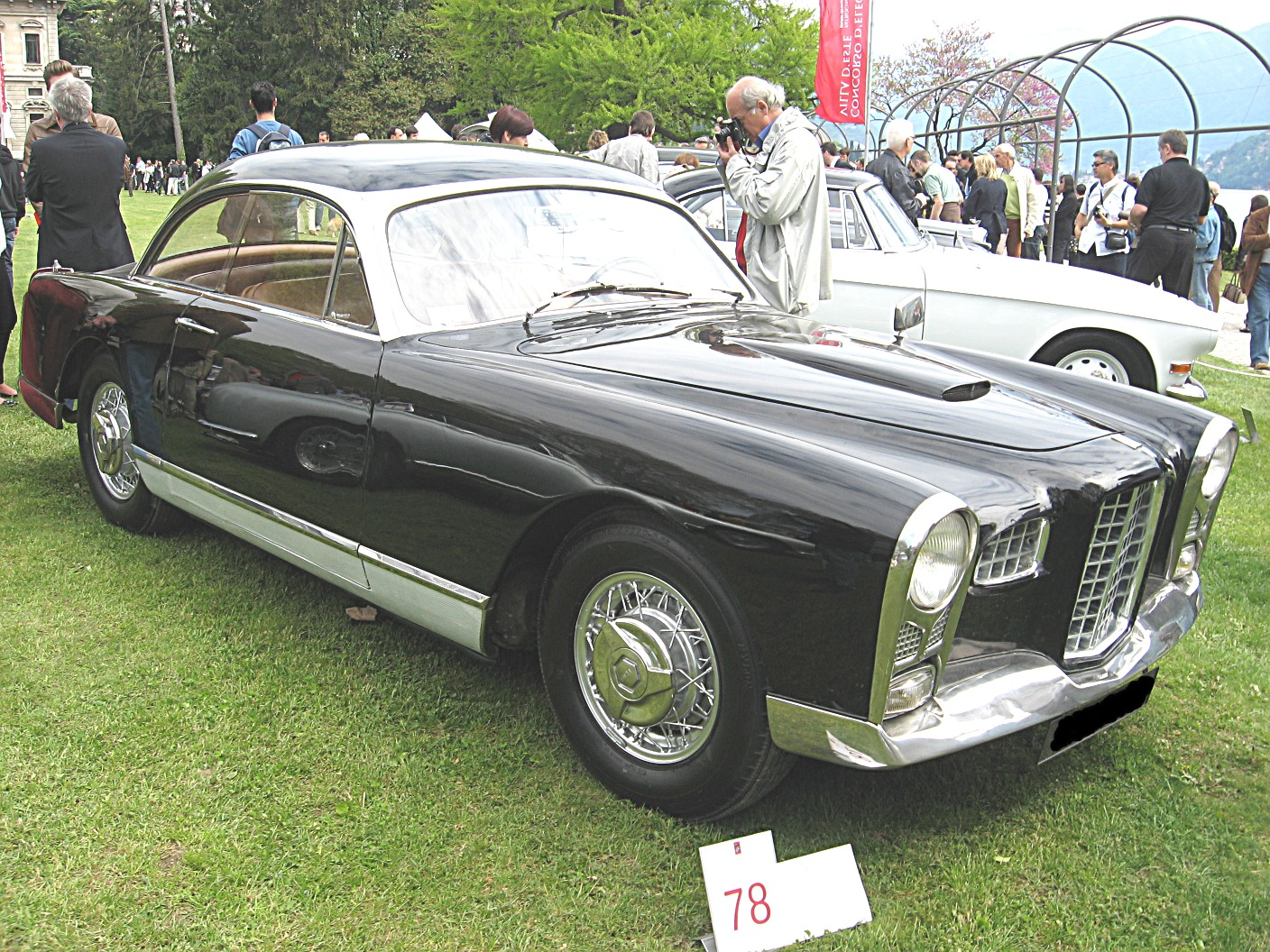
Facel Vega FV

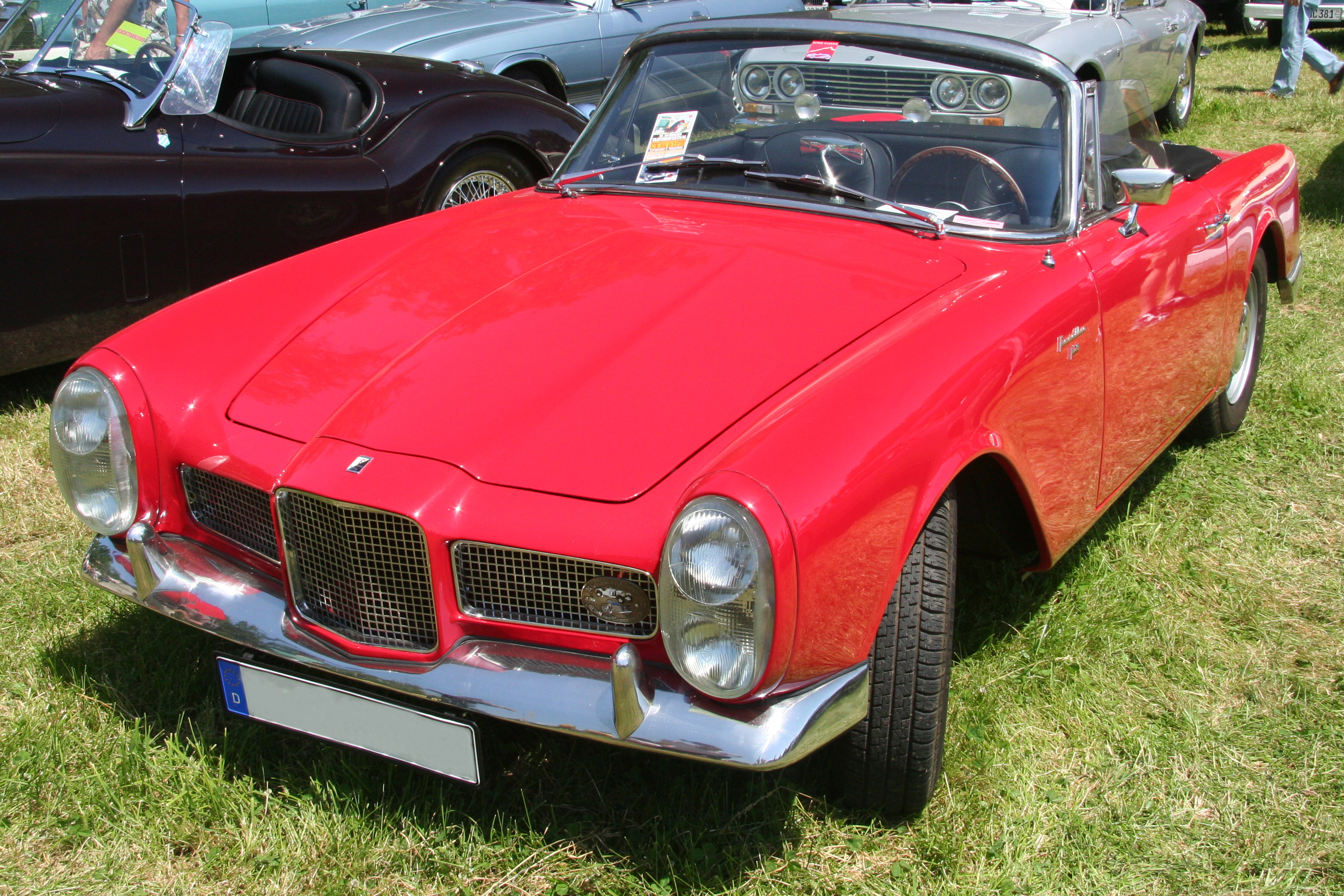
Facel Vega Facellia

Facel Vega är en karossbyggare och lyxbilstillverkare från Frankrike som tillverkade egna bilar mellan 1954 och 1964.

## Historia
Jean Daninos grundade företaget Facel 1939. Facel är en akronym för Forges et Ateliers des Constructions d'Eure-et-Loir. Företaget var underleverantör åt den franska bilindustrin. Efter andra världskriget började Facel bygga special-karosser på bland annat Simca- och Ford-chassin.
Från 1954 byggde man egna bilar under namnet Facel Vega. Bilarna hade stora V8-motorer från Chrysler monterade i tämligen enkla chassin. Kaross och interiör däremot höll högsta franska lyxbilsstandard. Från 1959 byggdes även den mindre sportbilen Facellia med en egentillverkad fyrcylindrig motor.
Facel Vega tjänade aldrig några pengar på sina lyxbilar och verksamheten överlevde endast tack vare Facels övriga åtaganden. Tillförlitlighetsproblem med Facellians motor gjorde förlusterna ännu större och 1964 avslutades biltillverkningen.
Författaren Albert Camus dog i en olycka med en Facel Vega.

## Några bilmodeller med Facel-kaross
- 1949-51 Simca 8 Sport
- 1952-54 Ford Comète
- 1957-61 Simca Aronde Océane

## Några bilmodeller från Facel Vega
- 1954-61 Facel Vega FV
- 1956-62 Facel Vega Excellence
- 1959-63 Facel Vega Facellia
- 1961-64 Facel Vega Facel II
- 1963-64 Facel Vega Facel III